# 祥神星
祥神星（109 Felicitas）是第109颗被人类发现的小行星，于1869年10月9日发现。祥神星的直径为89.4千米，质量为7.5×1017千克，公转周期为1616.951天。
祥神星以羅馬神話的吉祥女神費莉西塔斯命名。